# 维拉努夫区
維拉努夫區（波蘭語：Wilanów，波蘭語發音：[vʲiˈlanuf]）是波蘭首都華沙的一個行政區。該區以有波蘭凡爾賽宮之稱的維拉努夫宮而著稱。1951年，該區被劃入華沙。
維拉努夫區相鄰以下行政區：
- 北：莫科托夫區
- 南：康斯坦欽-耶焦爾納（皮亞塞奇諾縣）
- 西：烏爾瑟努夫區
- 東：瓦韋爾區

## 外部連結
- The Wilanów Palace Museum （页面存档备份，存于）
- Pictures of the Wilanów Palace （页面存档备份，存于）
- Wilanów Poster Museum
- Wilanów Police Station （页面存档备份，存于）